# Педаче-Перито (Козенца)
Педаче-Перито је насеље у Италији у округу Козенца, региону Калабрија.
Према процени из 2011. у насељу је живело 1915 становника. Насеље се налази на надморској висини од 624 м.